# Ferdinand Callebert
Ferdinand Callebert (Roeselare, 7 februari 1831 – Roeselare, 3 februari 1908), was een Belgisch kunstschilder en directeur van de Stedelijke Academie voor Schone Kunsten in Roeselare. Hij was eveneens schepen in de stad Roeselare.

## Biografie
Ferdinand Calleberts vader heette ook Ferdinand Callebert. Ook vader Callebert had een grote culturele interesse en was betrokken bij de stichting van de Academie voor Bouw- en Tekenkunde in Roeselare. Hij was secretaris van de Commissie van Burgerlijke Godshuizen en het Bureel van Weldadigheid. Zoon Callebert volgde les aan het Klein Seminarie en aan de Academie in Roeselare. Daarna studeerde hij kunst aan de Antwerpse Kunstacademie. Hij werd er in 1856 laureaat met grote onderscheiding voor zijn schilderij 'Het Roomsch Keizerrijk en het Christendom'. In 1857 werd hij tweede in de Grote Prijs van Rome met het doek 'De Steniging van de heilige Sint-Stefanus'. Hij huwde in 1860 met Maria Ludovica Blieck.
In 1864 werd hij leraar aan de Academie te Roeselare. Hij bleef er tot zijn overlijden actief. In 1897 werd hij dienstdoend directeur na het overlijden van de eerste directeur en stichter Henri Horrie. In 1907 kreeg hij van zijn oud-leerlingen en leerkrachten een borstbeeld aangeboden naar aanleiding van zijn 40 jaar inzet aan de Academie. Dit borstbeeld werd door oud-leerling Jules Lagae gemaakt.
Callebert was niet alleen artistiek actief, maar ook politiek geïnteresseerd. In 1888 werd hij gemeenteraadslid voor de katholieke partij. Hij volgde toen zijn vader op die al sedert 1836 ononderbroken gemeenteraadslid was en de fakkel nu wou doorgeven. In 1890 werd hij schepen van de burgerlijke stand. Hij bleef die functie uitoefenen tot hij in 1907 besloot niet meer op te komen. Naast al deze bezigheden had hij ook nog een textielhandel op de Grote Markt.
Zijn schilderwerken zijn divers. Zo heeft hij heel wat portretten gemaakt. Veel van zijn werken zijn religieus van inslag. Zo maakte hij kruiswegen voor de Sint-Michielskerk in Roeselare en het plaatselijke klooster van de Arme Klaren. Hij schilderde ook profane onderwerpen. Zijn stijl is steeds klassiek gebleven, maar in zijn late werk komen toch impressionistische invloeden bovendrijven wanneer hij een vrije onderwerpkeuze kreeg. Van Callebert wordt in het stadhuis van Roeselare onder meer het schilderij 'Ark van Noë' bewaard uit 1885, net als het doek 'De steniging van de heilige Sint-Stefanus' uit 1857.